# Paparazzi (Lady Gaga)
Paparazzi is een nummer van de Amerikaanse electropopsinger-songwriter Lady Gaga. Het staat op het in 2008 uitgebrachte album The Fame. Oorspronkelijk bedoeld als single voor de landen waar de vorige single LoveGame niet was uitgebracht, werd het ook in andere landen uitgebracht, waaronder in Nederland en België.

## Achtergrondinformatie
Het nummer, een midtempo electropoplied, is geschreven door Gaga in samenwerking met Rob Fusari, die het nummer ook produceerde. Het thema is: de roem die iemand probeert te krijgen door een beroemd persoon te stalken. Na uitbrengen van Paparazzi besloot de platenmaatschappij om LoveGame deels terug te trekken. Onder meer Australië en het Verenigd Koninkrijk hebben de single verboden, vanwege zowel de videoclip als de tekst. De single bevat onder meer de tekst: "I wanna take a ride on your discostick". Discostick is hierbij een metafoor voor penis.

## Videoclip
De door Jonas Åkerlund geregisseerde videoclip is een korte film van ongeveer acht minuten en gaat, zoals het thema ook aangeeft, over het leven met paparazzi. Daags voor de release lekte de clip via internet uit, waarop de zangeres vanuit Twitter reageerde met "stop leaking my motherfucking videos" (hou verdorie op met het uitlekken van mijn videoclips). De gelekte versie bleek echter gecensureerd te zijn.
De videoclip begint met Gaga en acteur Alexander Skarsgård die elkaar zoenen in een grote villa. De korte gesprekken worden in het Zweeds gevoerd. Zoenend gaan ze naar het balkon waar Skarsgård haar vraagt of zij hem vertrouwt. Tijdens het zoenen leunt Gaga tegen de balkonleuning aan en ze merkt dat ze wordt gefotografeerd. Zij probeert zich los te rukken terwijl Skarsgård doorgaat met zoenen en zij valt van het balkon af. De volgende ochtend is de zangeres liggend in een plasje bloed te zien terwijl fotografen foto's van haar maken. Dan verschijnt er een krant met een kop die meldt dat Gaga's carrière voorbij is. In de scène erna stapt de zangeres uit een limousine en ze gaat in een rolstoel een hotel binnen. Dit wordt afgewisseld met beelden van dode modellen, waaronder één wier hoofd in plastic is gewikkeld en één bij wie 'bloed' van goud uit de mond druppelt. Scènes volgen waar Gaga op een gouden bank zit en zoent met drie metalrockers. Hierna is de zangeres in een theekamer met haar vriend, die een ooglapje draagt. Daar neemt zij wraak op hem door zijn drinken te vergiftigen met wit poeder dat ze in haar ring had verborgen. Zodra hij dood neervalt, belt zij het alarmnummer en verklaart dat zij haar vriend heeft vermoord. De politie arriveert, en Gaga wordt gearresteerd. Als zij naar de politieauto loopt, wordt ze wederom gefotografeerd door de paparazzi. Opnieuw zijn er krantenkoppen te zien, waarin zij haar onschuld volhoudt. Dit heeft er echter wel voor gezorgd dat Gaga weer in de schijnwerpers staat.
Het verhaal wordt vervolgd in de videoclip van Telephone.

## Promotie

### Liveoptredens
| Datum             | Land             | Locatie                     |               |
| Noord-Amerika     | Noord-Amerika    | Noord-Amerika               | Noord-Amerika |
| ----------------- | ---------------- | --------------------------- | ------------- |
| 27 april 2007     | Verenigde Staten | The Bitter End              |               |
| 27 maart 2008     | Verenigde Staten | Winter Music Conference     |               |
| Europa            |                  |                             |               |
| 25 juni 2008      | Malta            | Isle Of MTV                 |               |
| 4 februari 2009   | Engeland         | The Album Chart Show        |               |
| Noord-Amerika     |                  |                             |               |
| 6 maart 2009      | Verenigde Staten | AOL Sessions                |               |
| Europa            |                  |                             |               |
| 22 april 2009     | Engeland         | Capital FM                  |               |
| 27 april 2009     | Frankrijk        | Fun radio                   |               |
| Oceanië           |                  |                             |               |
| 21 mei 2009       | Australië        | Nova                        |               |
| 25 mei 2009       | Australië        | Kia Soul Live At The Chapel |               |
| Europa            |                  |                             |               |
| 26 juni 2009      | Engeland         | Glastonbury Festival        |               |
| 8 juli 2009       | Malta            | Isle Of MTV                 |               |
| 11 juli 2009      | Schotland        | T In The Park               |               |
| 12 juli 2009      | Ierland          | Oxegen Festival             |               |
| 16 juli 2009      | Engeland         | GMTV                        |               |
| 23 augustus 2009  | Engeland         | V Festival                  |               |
| 13 september 2009 | Verenigde Staten | VMA's 2009                  |               |
| 3 oktober 2009    | Verenigde Staten | SNL                         |               |
| 24 september 2011 | Verenigde Staten | IHeartRadio Music Festival  |               |

### The Fame Ball Tour
| Datum                               | Locatie                               |
| ----------------------------------- | ------------------------------------- |
| 12 maart 2009 t/m 29 september 2009 | Noord-Amerika, Europa, Azië & Oceanië |

### The Monster Ball Tour
| Datum                           | Locatie                               |
| ------------------------------- | ------------------------------------- |
| 29 november 2009 t/m 6 mei 2011 | Noord-Amerika, Europa, Azië & Oceanië |

### The Born This Way Ball Tour
| Datum                           | Locatie        |
| ------------------------------- | -------------- |
| 27 april 2012 t/m 04 maart 2013 | Azië & Oceanië |

Tijdens de MTV Video Music Awards in september 2009 won Lady Gaga de prijzen Best Special Effects (Paparazzi), en Best Art Direction (Paparazzi). Tijdens de show trad ze ook op en zong ze het nummer Paparazzi. Dit optreden kreeg veel aandacht omdat Gaga tijdens het zingen begon te bloeden en vervolgens door haar dansers werd vermoord. Tijdens dit optreden speelde ze ook een stuk op de piano.

## Beoordeling
Paparazzi werd door de recensenten positief beoordeeld vanwege het plezierige en clubvriendelijke karakter – deze volgens de recensenten goed geproduceerde single vertelt, naast titeltrack The Fame, het verhaal van het album het best. Paparazzi werd vergeleken met de eerdere singles Just Dance en Poker Face door de gelijksoortige instrumentatie en muziekstijl, echter zonder het gevoel te geven dat Lady Gaga in herhaling viel.

## Hitlijstnoteringen
In de UK Singles Chart kwam het nummer in februari 2009 binnen als download (de week van de Britse albumuitgave) op de 91ste plaats en klom door tot de vierde positie. Ook debuteerde het op 14 mei op nummer 38 in Ierland en klom tot een vierde positie. In Nederland werd het nummer verkozen tot 538 Alarmschijf – het debuteerde in de Nederlandse Top 40 op de 27e plek. Het steeg de week erop naar de dertiende positie en bereikte in de derde week de zevende plek. Het bereikte in de 7e week zijn hoogste notering: de vierde plaats. Dit betekent dat alle vier singles van het debuutalbum van Lady Gaga in Nederland de top-5 hebben behaald. Het nummer debuteerde op de 25ste plek in de Single Top 100.

## Tracklist

### Australische en Britse cd-single
1. "Paparazzi" (Album version) — 03:29
2. "Paparazzi" (Filthy Dukes remix) — 05:23

### iTunes-remix-ep
1. "Paparazzi" (Stuart Price remix) — 03:19
2. "Paparazzi" (Moto Blanco remix) [radio version] - 04:05
3. "Paparazzi" (Filthy Dukes remix) — 05:21
4. "Paparazzi" (James Camareta remix version) — 04:27

### Ep
1. "Paparazzi" — 03:27
2. "Paparazzi" (Filthy Dukes remix) — 05:21
3. "Paparazzi" (Moto Blanco remix - radio version) — 04:05
4. "Paparazzi" (Stuart Price remix) — 03:19
5. "Paparazzi" (Yuksek remix version) — 04:47

## Hitnotering
| "Paparazzi" in de Nederlandse Top 40 - binnen: 18-07-2009 | "Paparazzi" in de Nederlandse Top 40 - binnen: 18-07-2009 | "Paparazzi" in de Nederlandse Top 40 - binnen: 18-07-2009 | "Paparazzi" in de Nederlandse Top 40 - binnen: 18-07-2009 | "Paparazzi" in de Nederlandse Top 40 - binnen: 18-07-2009 | "Paparazzi" in de Nederlandse Top 40 - binnen: 18-07-2009 | "Paparazzi" in de Nederlandse Top 40 - binnen: 18-07-2009 | "Paparazzi" in de Nederlandse Top 40 - binnen: 18-07-2009 | "Paparazzi" in de Nederlandse Top 40 - binnen: 18-07-2009 | "Paparazzi" in de Nederlandse Top 40 - binnen: 18-07-2009 | "Paparazzi" in de Nederlandse Top 40 - binnen: 18-07-2009 | "Paparazzi" in de Nederlandse Top 40 - binnen: 18-07-2009 | "Paparazzi" in de Nederlandse Top 40 - binnen: 18-07-2009 | "Paparazzi" in de Nederlandse Top 40 - binnen: 18-07-2009 | "Paparazzi" in de Nederlandse Top 40 - binnen: 18-07-2009 | "Paparazzi" in de Nederlandse Top 40 - binnen: 18-07-2009 |
| Week                                                      | 1                                                         | 2                                                         | 3                                                         | 4                                                         | 5                                                         | 6                                                         | 7                                                         | 8                                                         | 9                                                         | 10                                                        | 11                                                        | 12                                                        | 13                                                        | 14                                                        |                                                           |
| --------------------------------------------------------- | --------------------------------------------------------- | --------------------------------------------------------- | --------------------------------------------------------- | --------------------------------------------------------- | --------------------------------------------------------- | --------------------------------------------------------- | --------------------------------------------------------- | --------------------------------------------------------- | --------------------------------------------------------- | --------------------------------------------------------- | --------------------------------------------------------- | --------------------------------------------------------- | --------------------------------------------------------- | --------------------------------------------------------- | --------------------------------------------------------- |
| Positie                                                   | 27                                                        | 13                                                        | 7                                                         | 6                                                         | 6                                                         | 6                                                         | 4                                                         | 7                                                         | 9                                                         | 10                                                        | 11                                                        | 16                                                        | 22                                                        | 32                                                        | uit                                                       |

| "Paparazzi" in de Nederlandse Single Top 100 - binnen: 25-07-2009 | "Paparazzi" in de Nederlandse Single Top 100 - binnen: 25-07-2009 | "Paparazzi" in de Nederlandse Single Top 100 - binnen: 25-07-2009 | "Paparazzi" in de Nederlandse Single Top 100 - binnen: 25-07-2009 | "Paparazzi" in de Nederlandse Single Top 100 - binnen: 25-07-2009 | "Paparazzi" in de Nederlandse Single Top 100 - binnen: 25-07-2009 | "Paparazzi" in de Nederlandse Single Top 100 - binnen: 25-07-2009 | "Paparazzi" in de Nederlandse Single Top 100 - binnen: 25-07-2009 | "Paparazzi" in de Nederlandse Single Top 100 - binnen: 25-07-2009 | "Paparazzi" in de Nederlandse Single Top 100 - binnen: 25-07-2009 | "Paparazzi" in de Nederlandse Single Top 100 - binnen: 25-07-2009 | "Paparazzi" in de Nederlandse Single Top 100 - binnen: 25-07-2009 | "Paparazzi" in de Nederlandse Single Top 100 - binnen: 25-07-2009 | "Paparazzi" in de Nederlandse Single Top 100 - binnen: 25-07-2009 | "Paparazzi" in de Nederlandse Single Top 100 - binnen: 25-07-2009 | "Paparazzi" in de Nederlandse Single Top 100 - binnen: 25-07-2009 | "Paparazzi" in de Nederlandse Single Top 100 - binnen: 25-07-2009 |
| Week                                                              | 1                                                                 | 2                                                                 | 3                                                                 | 4                                                                 | 5                                                                 | 6                                                                 | 7                                                                 | 8                                                                 | 9                                                                 | 10                                                                | 11                                                                | 12                                                                | 13                                                                | 14                                                                | 15                                                                |                                                                   |
| ----------------------------------------------------------------- | ----------------------------------------------------------------- | ----------------------------------------------------------------- | ----------------------------------------------------------------- | ----------------------------------------------------------------- | ----------------------------------------------------------------- | ----------------------------------------------------------------- | ----------------------------------------------------------------- | ----------------------------------------------------------------- | ----------------------------------------------------------------- | ----------------------------------------------------------------- | ----------------------------------------------------------------- | ----------------------------------------------------------------- | ----------------------------------------------------------------- | ----------------------------------------------------------------- | ----------------------------------------------------------------- | ----------------------------------------------------------------- |
| Positie                                                           | 25                                                                | 18                                                                | 17                                                                | 30                                                                | 31                                                                | 38                                                                | 39                                                                | 43                                                                | 57                                                                | 38                                                                | 48                                                                | 58                                                                | 53                                                                | 67                                                                | 77                                                                | uit                                                               |

| "Paparazzi" in de Vlaamse Ultratop 50 - binnen: 15-08-2009 | "Paparazzi" in de Vlaamse Ultratop 50 - binnen: 15-08-2009 | "Paparazzi" in de Vlaamse Ultratop 50 - binnen: 15-08-2009 | "Paparazzi" in de Vlaamse Ultratop 50 - binnen: 15-08-2009 | "Paparazzi" in de Vlaamse Ultratop 50 - binnen: 15-08-2009 | "Paparazzi" in de Vlaamse Ultratop 50 - binnen: 15-08-2009 | "Paparazzi" in de Vlaamse Ultratop 50 - binnen: 15-08-2009 | "Paparazzi" in de Vlaamse Ultratop 50 - binnen: 15-08-2009 | "Paparazzi" in de Vlaamse Ultratop 50 - binnen: 15-08-2009 | "Paparazzi" in de Vlaamse Ultratop 50 - binnen: 15-08-2009 | "Paparazzi" in de Vlaamse Ultratop 50 - binnen: 15-08-2009 | "Paparazzi" in de Vlaamse Ultratop 50 - binnen: 15-08-2009 | "Paparazzi" in de Vlaamse Ultratop 50 - binnen: 15-08-2009 | "Paparazzi" in de Vlaamse Ultratop 50 - binnen: 15-08-2009 | "Paparazzi" in de Vlaamse Ultratop 50 - binnen: 15-08-2009 | "Paparazzi" in de Vlaamse Ultratop 50 - binnen: 15-08-2009 | "Paparazzi" in de Vlaamse Ultratop 50 - binnen: 15-08-2009 | "Paparazzi" in de Vlaamse Ultratop 50 - binnen: 15-08-2009 | "Paparazzi" in de Vlaamse Ultratop 50 - binnen: 15-08-2009 | "Paparazzi" in de Vlaamse Ultratop 50 - binnen: 15-08-2009 |
| Week                                                       | 1                                                          | 2                                                          | 3                                                          | 4                                                          | 5                                                          | 6                                                          | 7                                                          | 8                                                          | 9                                                          | 10                                                         | 11                                                         | 12                                                         | 13                                                         | 14                                                         | 15                                                         |                                                            | 16                                                         | 17                                                         |                                                            |
| ---------------------------------------------------------- | ---------------------------------------------------------- | ---------------------------------------------------------- | ---------------------------------------------------------- | ---------------------------------------------------------- | ---------------------------------------------------------- | ---------------------------------------------------------- | ---------------------------------------------------------- | ---------------------------------------------------------- | ---------------------------------------------------------- | ---------------------------------------------------------- | ---------------------------------------------------------- | ---------------------------------------------------------- | ---------------------------------------------------------- | ---------------------------------------------------------- | ---------------------------------------------------------- | ---------------------------------------------------------- | ---------------------------------------------------------- | ---------------------------------------------------------- | ---------------------------------------------------------- |
| Positie                                                    | 41                                                         | 19                                                         | 16                                                         | 12                                                         | 7                                                          | 10                                                         | 9                                                          | 14                                                         | 15                                                         | 23                                                         | 25                                                         | 33                                                         | 28                                                         | 33                                                         | 37                                                         | uit                                                        | 47                                                         | 45                                                         | uit                                                        |

### NPO Radio 2 Top 2000
| Nummer met noteringen in de NPO Radio 2 Top 2000 | '11  | '12  |
| ------------------------------------------------ | ---- | ---- |
| Paparazzi                                        | 1281 | 1812 |

1. ↑  Een vetgedrukt getal geeft de hoogste notering aan.
2. ↑  2011 was het eerste jaar met een notering voor dit nummer.
3. ↑  Deze tabel is bijgewerkt tot en met de laatste editie (2024).